# إيلا غروس
إيلا ماكنزي غروس، والمعروفة أيضًا بإسم إيلا (بالإنجليزية: Ella Gross)‏ هي مغنية وعارضة أزياء وممثلة أمريكية مقيمة في كورية جنوبية، ولدت يوم 1 ديسمبر 2008 في لوس أنجلوس في الولايات المتحدة.

## روابط خارجية
- Ella Gross على موقع IMDb (الإنجليزية)
- Ella Gross على موقع قاعدة بيانات الفيلم (الإنجليزية)